# Военна драма
Военна драма е драматична кино или телевизионна продукция, чиято насоченост е върху военния живот, военните съдби или конкретни военни събития или мисии. Сюжетът сблъсква най-често георите в конфликтни ситуации не само на бойното поле, но и в чисто личностен план, в ситуации, поставящи на изпитание техните морални ценоости и техните не само военни, но и човешки качества: като смелост, лоялност, издръжливост, чувство за дълг, отдаденост на професията, привързаност към семейството, ангажименти към децата, безпрекословно съобразяване със субординаицията, отговорност, лидерски умения, лишения, готовност да се устои на трудности, каквито не се срещат в ежедневния живот и други.
Действието като правило се развива и във военните поделени, и на огневата линия, но и в домовете, и в личното пространство на героите, за да се обрисува по-релефно техния характер и типа на задълженията, които трябва да изпълняват.
Военната драма, като всяка драма, не винаги се разрешава докрай, но повдига много теми за размисъл, поставя много въпроси, които търсят решение, и запознава с един колкото динамичен и обсебващ, толкова труден и опасен начин на живот.
Примери за военна драма са американските сериали „Звеното“ и „Военна база „Пенсакола““, филми като американския „Танк“ или дори българския „Тримата от запаса“, който от определено комичен в началото преминава в силно драматичен към края.